# Tausonita
La tausonita es un mineral de la clase de los minerales óxidos, y dentro de esta pertenece al llamado “grupo de la perovskita”. Fue descubierta en 1984 cerca de Aldán en Siberia, en la república de Sajá (Rusia), siendo nombrada así en honor de Lev V. Tauson, geoquímico ruso. Sinónimos poco usados son: IMA1982-077, fabulita, marvelita o zeathita.

## Características químicas
Es un óxido de cationes grandes de estroncio y titanio. El grupo de la perovskita al que pertenece son todos óxidos simples cúbicos.

## Formación y yacimientos
Aparece en rocas ígneas alcalinas con egirina, también en un complejo de carbonatita.
Suele encontrarse asociado a otros minerales como: egirina, kalsilita, feldespato potásico, titanita, magnetita, lamprofilita, wadeíta, batisita o anatasa.

## Usos
La tausonita natural y la fabricada artificialmente son empleadas para simular al diamante, para lo que resulta muy adecuado por su estructura cúbica, transparencia y Dispersión. De esta manera, ha sido muy utilizado en joyería y es el más común "falso diamante".